# Naomi Wallace
Naomi Wallace, född 1960 i Prospect i Kentucky, är en amerikansk dramatiker och manusförfattare som är bosatt i Yorkshire i Nordöstra England.

## Biografi
Naomi Wallace har en Bachelor of Arts från Hampshire College i Amherst i Massachusetts och en Master of Fine Arts från University of Iowa 1994. Hon har undervisat i engelsk litteratur, poesi och dramatiskt skrivande vid Yale University i New Haven i Connecticut, University of California (UCLA) i Los Angeles och andra universitet i USA och internationellt.
Hon debuterade som dramatiker med The War Boys som hade premiär på Finborough Theatre i London 1993. Den handlar om tre unga män som jagar immigranter på gränsen mellan Texas och Mexiko. Pjäsen filmatiserades 2009 i regi av Ron Daniels. Hennes pjäser har spelats i USA, Europa och Mellanöstern. 2009 togs hennes pjäs One Flea Spare upp på Comédie-Françaises permanenta repertoar, något som tidigare bara förärats två amerikanska dramatiker under teaterns över 300-åriga historia.
Hennes pjäser berör politiskt brännbara teman och skildrar människor som drabbas av omvälvande händelser samtidigt som de är poetiska och experimenterar med formen. Den amerikanske dramatikern Tony Kushner har beskrivit hennes pjäser så här: "the darkness and harshness of her work notwithstanding, (is it) outrageously optimistic. She seems to believe the world can change." (Trots mörkret och hårdheten i hennes verk är det omåttligt optimistiskt. Hon verkar tro att världen kan förändras.) Trots att hon är amerikan räknas hennes dramatik till den riktning som i Storbritannien sedan 1990-talet går under namnet in-yer-face-theatre med portalnamn som Sarah Kane och Mark Ravenhill.

## Uppsättningar i Sverige
- 2006 Skuggfåglarna (The Trestle at Pope Lick Creek), Riksteatern, översättning Pamela Jaskoviak, regi Malin Stenberg
- 2007 Fågelmannen i Bagdad (The Retreating World), Radioteatern, översättning Einar Heckscher, regi Susan Taslimi, med Özz Nûjen
- 2007 Mellan detta andetag och dig (Between this breath and you), Radioteatern, översättning & regi Magnus Berg, med Fares Fares, Frida Röhl & Niklas Falk
- 2007 Skuggfåglarna, Unga Klara, översättning Pamela Jaskoviak, regi Kajsa Isakson, med bl.a. Per Graffman
- 2010 Rafah Zoo (A State of Innocence), Radioteatern, översättning Magnus Berg, regi Karin Hård
- 2014 And I and Silence, Stockholms stadsteater, översättning & regi Annika Silkeberg